# Tunel navigabil

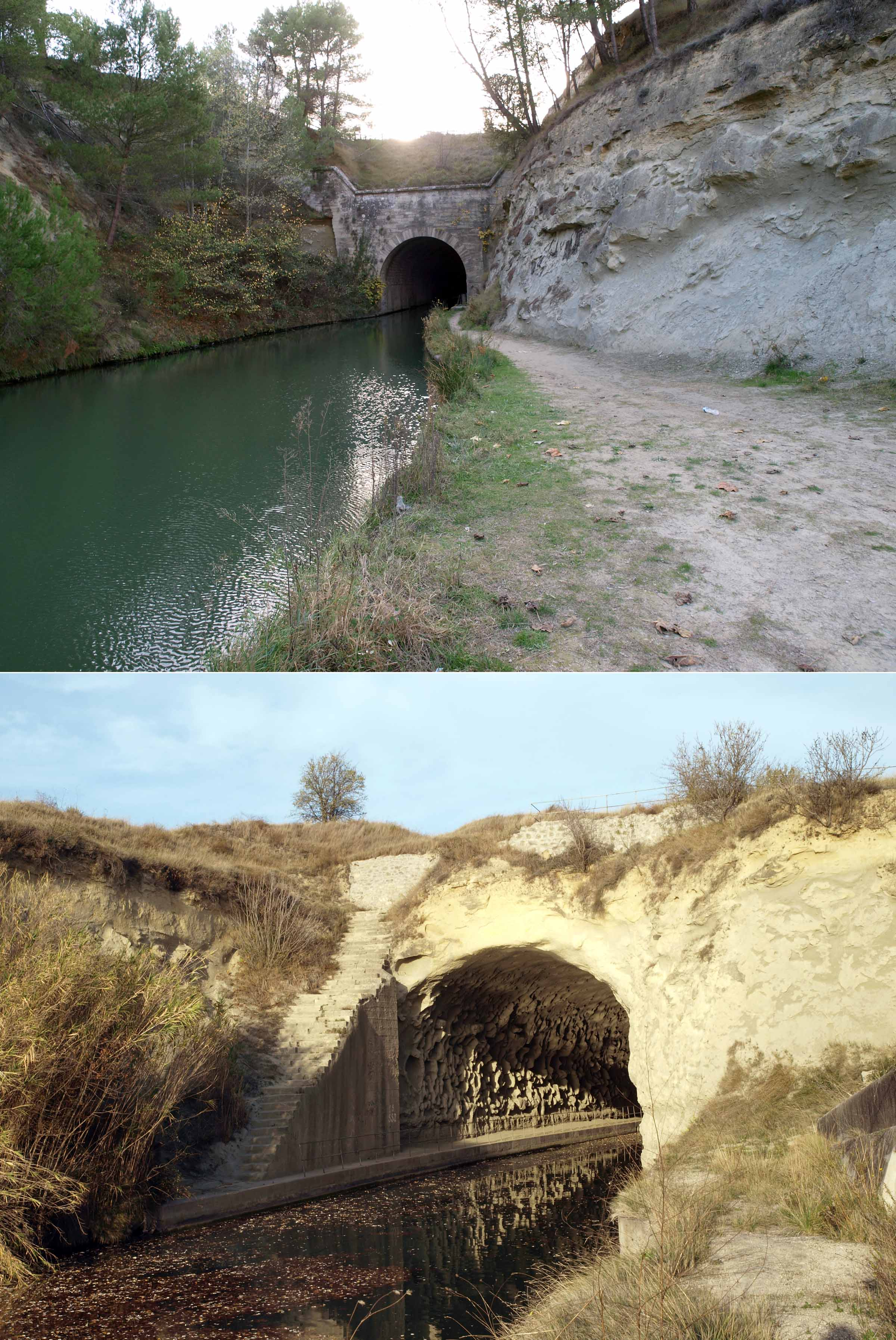
Tunelul Malpas de pe Canal du Midi.

Un tunel navigabil  (sau tunel pentru canal navigabil) este un tunel construit pe un canal, care asigură traversarea cumpenei apelor între două bazine hidrografice. Construirea unor astfel de tuneluri este uneori necesară pentru a permite unui curs de apă folosit în mod normal pentru navigație să traverseze o secțiune dificilă de teren. Tunelurile navigabile sunt folosite și pentru a reduce dependența de ecluze. Acestea au dezavantajul că întrerup fluența navigației pe canale și necesită cantități mari de apă, care nu sunt la îndemână în regiunile de cumpănă a apelor, unde râurile și afluenții lor sunt aproape de izvoare și au debite mici.

## Istoric și superlative
Primul tunel pentru canal navigabil a fost tunelul Malpas din Franța, construit pe Canal du Midi, străpuns între anii 1678–1681 și având o lungime de 159 m și o secțiune de 6,7 x 8,2 m. În regatul indian Travancore primele tuneluri navigabile datează încă din anul 1881.
În unele tuneluri navigabile drumul de edec de la exterior continuă și în interior. În alte cazuri, în special în tunelurile înguste din Anglia, nu există un drum de edec. În aceste cazuri calul care tracta ambarcațiunea rămânea la intrarea în tunel, iar aceasta era propulsată mai departe prin împingerea cu picioarele în tavan.
Cel mai lung tunel navigabil din lume este tunelul Rove din Franța, actualmente scos din uz. Acesta, construit între anii 1912–1927, măsoară aproximativ 7120 m lungime și 22 m lățime. Alte exemple notabile de tuneluri navigabile includ tunelul Riqueval, cel mai lung din Franța aflat încă în exploatare (5670 m), tunelul navigabil Stad, planificat în Norvegia pentru nave maritime sau tunelul Standedge, cel mai lung, adânc și înalt din Regatul Unit.
În Franța există 35 de astfel de tuneluri, multe din ele fiind încă în folosință, iar în Regatul Unit câteva zeci. În Belgia mai există fizic patru tuneluri navigabile, dar nici unul dintre ele nu mai este folosit. Cel mai vechi și cel mai lung (195 m) tunel pentru canal navigabil din Germania este tunelul Weilburger. Cu o lungime de 950 m, tunelul Paw Paw este cel mai semnificativ din Statele Unite.